# Japan Ice Hockey League 1976/77
Die Saison 1976/77 war die elfte Spielzeit der Japan Ice Hockey League, der höchsten japanischen Eishockeyspielklasse. Meister wurden zum insgesamt fünften Mal in der Vereinsgeschichte die Seibu Prince Rabbits. Topscorer mit 39 Punkten wurde Wjatscheslaw Starschinow von den Ōji Eagles.

## Modus
In der Regulären Saison absolvierte jede der sechs Mannschaften insgesamt 15 Spiele. Der Erstplatzierte nach der Regulären Saison wurde Meister. Für einen Sieg erhielt jede Mannschaft zwei Punkte, bei einem Unentschieden einen Punkt und bei einer Niederlage null Punkte.

## Reguläre Saison

### Tabelle
|    | Team                                | GP | W  | L  | T | GF  | GA  | Pts |
| -- | ----------------------------------- | -- | -- | -- | - | --- | --- | --- |
| 1. | Seibu Prince Rabbits                | 15 | 13 | 1  | 1 | 103 | 22  | 27  |
| 2. | Ōji Eagles                          | 15 | 12 | 2  | 1 | 117 | 33  | 25  |
| 3. | Kokudo Ice Hockey Club              | 15 | 8  | 5  | 2 | 60  | 50  | 18  |
| 4. | Iwakura Ice Hockey Club             | 15 | 5  | 10 | 0 | 48  | 88  | 10  |
| 5. | Furukawa Ice Hockey Club            | 15 | 3  | 12 | 0 | 39  | 106 | 6   |
| 6. | Jūjō Papaer Kushiro Ice Hockey Club | 15 | 2  | 13 | 0 | 40  | 105 | 4   |

GP = Spiele, W = Siege, L = Niederlagen, T = Unentschieden

### Toptorschützen
| Spieler                  | Team  | Tore |
| ------------------------ | ----- | ---- |
| Wjatscheslaw Starschinow | Ōji   | 22   |
| Osamu Wakabayashi        | Seibu | 16   |
| Yoshiaki Kyoya           | Ōji   | 15   |
| D. Bukyanan              | Seibu | 14   |
| Tsutomu Hanzawa          | Seibu | 14   |
| Hideo Urabe              | Ōji   | 14   |

## Auszeichnungen
- Most Valuable Player – Minoru Misawa, Seibu Prince Rabbits
- Rookie of the Year – Katsutoshi Kawamura, Seibu Prince Rabbits

## All-Star-Team
| Tor          | Minoru Misawa (Seibu)          | Minoru Misawa (Seibu)          | Minoru Misawa (Seibu)      | Minoru Misawa (Seibu) | Minoru Misawa (Seibu)     | Minoru Misawa (Seibu)     |
| Verteidigung | Hitoshi Nakamura (Iwakura)     | Hitoshi Nakamura (Iwakura)     | Hitoshi Nakamura (Iwakura) | Hiroshi Hori (Seibu)  | Hiroshi Hori (Seibu)      | Hiroshi Hori (Seibu)      |
| Sturm        | Wjatscheslaw Starschinow (Ōji) | Wjatscheslaw Starschinow (Ōji) | D. Bukyanan (Seibu)        | D. Bukyanan (Seibu)   | Osamu Wakabayashi (Seibu) | Osamu Wakabayashi (Seibu) |